# Mads Hermansen
Mads Hermansen (Odense, 2000. július 11. –) dán korosztályos válogatott labdarúgó, a Leicester City kapusa.

## Pályafutása

### Klubcsapatokban
Hermansen a dániai Odense városában született. Az ifjúsági pályafutását a Næsby csapatában kezdte, majd a Brøndby akadémiájánál folytatta.
2019-ben mutatkozott be a Brøndby első osztályban szereplő felnőtt keretében. Először 2021. július 18-án, az Aarhus ellen 1–1-es döntetlennel zárult mérkőzésen lépett pályára. 2022-ben a Brøndby Év Játékosává választották.

### A válogatottban
Hermansen az U16-ostól az U21-esig szinte minden korosztályos válogatottban képviselte Dániát.
2021-ben debütált az U21-es válogatottban. Először 2021. szeptember 7-én, Kazahsztán ellen 1–0-ás győzelemmel zárult mérkőzésen lépett pályára.
A felnőtt válogatottba először a 2023. március 23-ai és 26-ai, Finnország és Kazahsztán elleni EB-selejtezőkre hívták be.

## Statisztikák
2024. november 23. szerint
| Csapat           | Szezon           | Bajnokság        | Bajnokság | Bajnokság | Kupa | Kupa  | Ligakupa | Ligakupa | Európa | Európa | Összesen | Összesen | Összesen |
| Csapat           | Szezon           | Osztály          | P.        | Gólok     | P.   | Gólok | P.       | Gólok    | P.     | Gólok  | P.       | Gólok    |          |
| ---------------- | ---------------- | ---------------- | --------- | --------- | ---- | ----- | -------- | -------- | ------ | ------ | -------- | -------- | -------- |
| Brøndby          | 2020–2021        | Danish Superliga | 0         | 0         | 1    | 0     | —        | —        | —      | —      | 1        | 0        |          |
| Brøndby          | 2021–2022        | Danish Superliga | 29        | 0         | 2    | 0     | —        | —        | 7      | 0      | 38       | 0        |          |
| Brøndby          | 2022–2023        | Danish Superliga | 27        | 0         | 0    | 0     | —        | —        | 4      | 0      | 31       | 0        |          |
| Brøndby          | Összesen         | Összesen         | 56        | 0         | 3    | 0     | —        | —        | 11     | 0      | 70       | 0        |          |
| Leicester City   | 2023–2024        | Championship     | 44        | 0         | 0    | 0     | 0        | 0        | —      | —      | 44       | 0        |          |
| Leicester City   | 2024–2025        | Premier League   | 12        | 0         | 0    | 0     | 0        | 0        | —      | —      | 12       | 0        |          |
| Leicester City   | Összesen         | Összesen         | 56        | 0         | 0    | 0     | 0        | 0        | —      | —      | 56       | 0        |          |
| Karrier összesen | Karrier összesen | Karrier összesen | 112       | 0         | 3    | 0     | 0        | 0        | 11     | 0      | 126      | 0        |          |

1. ↑  Két pályára lépés az UEFA-bajnokok ligájában, öt pályára lépés az Európa-ligában
2. ↑  Pályára lépések az UEFA Konferencia Ligában

## Sikerei, díjai
Brøndby
- Dán Szuperliga
  - Bajnok (1): 2020–21

Egyéni
- Brøndby – Az Év Játékosa: 2022